# Tríplice coroa internacional de futebol
Tríplice Coroa Internacional de Futebol é uma expressão do futebol brasileiro referente à conquista, de forma sequenciada, da Copa Libertadores da América, Copa do Mundo de Clubes da FIFA (certame sucessor da Copa Intercontinental) e Recopa Sul-Americana, consistindo em um caso peculiar de tríplice coroa.
Ao contrário do que ocorre com a Supercopa da UEFA, o tira-teima sul-americano (Recopa Sul-Americana) entre os campeões continentais ocorre apenas no ano seguinte.

## Casos registrados
| Time          | CL   | CI/CM | RS   | Treinadores                               | Observação               | Refs                    |
| ------------- | ---- | ----- | ---- | ----------------------------------------- | ------------------------ | ----------------------- |
| São Paulo     | 1992 | 1992  | 1993 | Telê Santana                              |                          | [ 1 ] [ 2 ]             |
| São Paulo     | 1993 | 1993  | 1994 | Telê Santana                              | Ganhou SL 1993 e CC 1994 | [ 3 ] [ 4 ] [ 5 ] [ 2 ] |
| Internacional | 2006 | 2006  | 2007 | Abel Braga (CL, CM); Alexandre Gallo (RS) |                          | [ 6 ] [ 7 ] [ 8 ]       |
| Corinthians   | 2012 | 2012  | 2013 | Tite                                      | Invictamente             | [ 9 ] [ 10 ] [ 11 ]     |

São Paulo (1992) e Corinthians (2012) venceram a respectiva edição da Copa Libertadores como então campeão do Brasileirão. No caso do São Paulo, apenas o título brasileiro classificava (as outra formas de acesso na época eram o título da Copa do Brasil ou da própria Libertadores, copas as quais o clube do Morumbi não jogou em 1991).
Sendo mais lembrada a Supercopa Libertadores, torneio que dava vaga na Recopa à época, o feito tricolor de 1993-94 é lido como "quádrupla coroa internacional" (designação mantida mesmo levando-se em conta apenas 1993, já que o clube também venceu a Recopa daquele ano). A Copa Conmebol teve Muricy Ramalho como treinador.
O Internacional usou um escudo comemorativo com uma coroa em alusão à conquista.

## Casos semelhantes pela América do Sul
O Nacional do Uruguai, em 5 meses, conquistou Copa Libertadores, Copa Intercontinental, Recopa Sul-Americana e Copa Interamericana, sendo as duas primeiras em 1988 e as últimas em 1989.
O Club Olimpia-PAR venceu Copa Libertadores e Supercopa Libertadores de 1990, vencendo automaticamente a Recopa Sul-Americana referente a 1991.
O LDU venceu Copa Libertadores (2008), Sul-Americana (2009) e duas vezes a Recopa (2009 e 2010) entre 2008 e 2010.
O River Plate venceu Copa Sul-Americana de 2014, Recopa Sul-Americana de 2015 e Copa Libertadores de 2015. Em clássico contra o Boca Juniors, pelo Argentino, o time usou uma camisa com gravuras das três taças.

## Futebol de seleções
Para as seleções nacionais, o termo tríplice coroa é usado em conquistas diferentes consecutivas ou conquistas dos diferentes níveis (profissional, sub-20 e sub-17, por exemplo) de uma mesma competição.
Alguns exemplos:
- Em 2002/03, o Brasil venceu os três mundiais masculinos da FIFA: Copa do Mundo FIFA (2002), Copa do Mundo FIFA Sub-17 (2003) e Copa do Mundo FIFA Sub-20 (2003).[17][18][19][20][21][22] Treinadores: Luiz Felipe Scolari (profissional); Marcos Paquetá (sub-17 e sub-20).
- Em 1998, 2000 e 2001, a França ganhou, respectivamente, Copa do Mundo, Eurocopa e Copa das Confederações (obs: desistiu da edição de 1999 da Copa das Confederações).[23] Treinadores: Aimé Jacquet (1998); Roger Lemerre (2000 e 2001).
- Em 2008, 2010 e 2012, a Espanha ganhou, respectivamente, Eurocopa, Copa do Mundo e Eurocopa (obs: ficou em 3º lugar na Copa das Confederações de 2009).[24][25][26] Treinadores: Luis Aragonés (2008); Vicente del Bosque (2010 e 2012).
- Em 2022, a Seleção Brasileira Feminina venceu a edição profissional, sub-20 e sub-17 da Copa América.[27]